# Diabetis tipus MODY
La diabetis tipus MODY (de l'anglès Maturity-onset diabetes of the young) o diabetis de l'adult d'inici juvenil o, senzillament, MODY es refereix a qualsevol de les diverses diabetis mellitus heredàries causades per mutacions en un gen autosòmic dominant que altera la producció d'insulina. Juntament amb la diabetis neonatal, MODY és una forma dels trastorns coneguts com a diabetis monogènica. Si bé els tipus més comuns de diabetis (especialment la tipus 1 i la tipus 2) impliquen combinacions més complexes de causes que impliquen múltiples gens i factors ambientals, cadascuna de les formes de MODY són causades per canvis en un sol gen (monogènic). i les formes més comunes són GCK-MODY (MODY 2) i HNF1A-MODY (MODY 3).
Robert Tattersall i Stefan Fajans van identificar inicialment el fenomen conegut com a diabetis de l'adult d'inici juvenil en un estudi clàssic publicat a la revista Diabetes el 1975.